# سكوتي أولسون
سكوتي أولسون (بالإنجليزية: Scotty Olson) مواليد 26 فبراير 1968، هو ملاكم محترف كندي سابق صنّف ضمن فئة وزن الذبابة. سبق أن شارك في دورة الألعاب الأولمبية الصيفية سنة 1988.

## إحصائيات
خاض خلال مسيرته 40 نزالا، فاز في 34 وتعادل في 2 وخسر في 4. فاز بالضربة القاضية في 25 نزالا.

## روابط خارجية
- سكوتي أولسون على موقع بوكس ريك (الإنجليزية) (registration required)
- سكوتي أولسون على موقع أوليمبيديا (الإنجليزية)